# 마틴 맥기네스
제임스 마틴 파셀리 맥기네스(영어: James Martin Pacelli McGuinness, 아일랜드어: Séamus Máirtín Pacelli Mag Aonghusa 세무스 마르틴 파켈리 마그 잉구사, 1950년 5월 23일~2017년 3월 21일)는 아일랜드 공화주의 정치인이다. 신페인당의 지도자로 잘 알려져 있다.
2007년 5월에서 2017년 1월까지 북아일랜드 집행부 제1장관대리를 역임했다. 1970년대 말에서 1980년대 초에 아일랜드 공화국군 임시파 참모총장을 지냈으며, 1997년에서 2013년 사이에는 얼스터 중부 지역구에서 영국 하원의원을 지냈다. 다른 신페인당 하원의원들처럼 맥기네스도 항영 투쟁의 일환으로써 웨스트민스터의 영국 의회에 불출석했다. 세인트앤드루 협정 및 2007년 북아일랜드 입법의회 선거 이후 맥기네스는 북아일랜드 신페인당의 지도자로서 같은 해 5월 8일 제1장관대리가 되었다. 같은 시기 제1장관은 민주연합당의 이언 페이즐리였다. 2008년 6월 제1장관이 피터 로빈슨으로 교체되는 동안 맥기네스는 제1장관대리직을 유지했다. 1999년에서 2002년 사이에는 북아일랜드 집행부 교육장관을 지냈다. 2011년 아일랜드 대통령 선거에서 신페인당 후보로 출마했다.
맥기네스는 미국 특사 조지 미첼과 함께 1998년에 체결된 평화 협정인 벨파스트 협정의 기본적인 내용을 설계한 사람이다. 2017년 1월 9일, 맥기네스는 재생가능 열에너지 장려급 스캔들에 대한 항의의 의미로 제1장관대리직을 사임했다. 같은 해 1월 19일 신병을 이유로 2017년 북아일랜드 입법의회 선거에 불출마할 것을 발표했다. 맥기네스는 유전분증으로 신체 주요 장기에 부전이 일어나 모든 공직에서 사퇴한 직후인 2017년 3월 21일 사망했다. 향년 66세.

## 같이 보기
- 북아일랜드 평화협상